# Jevgenij Aleksejevič Azarov
Jevgenij Aleksandrovič Azarov (rusko Евгений Александрович Азаров), sovjetski letalski častnik, vojaški pilot, letalski as in heroj Sovjetske zveze, * 11. november 1914, † 26. januar 1957.
Azarov je v svoji vojaški službi dosegel 15 samostojnih zračnih zmag.

## Življenjepis
Sodeloval je v zimski in drugi svetovni vojni; v slednji je bil pripadnik 19. lovskega in 176. gardnega lovskega letalskega polka.
Opravil je 339 bojnih poletov, bil udeležen v 101 zračni spopad in sestrelil 15 sovražnikovih letal.
Sam je letel na I-153, LaGG-3 in La-5.

## Odlikovanja
- heroj Sovjetske zveze
- red rdeče zvezde